# Holland férfi vízilabda-bajnokság (első osztály)
A holland férfi vízilabda-bajnokság (hollandul: Nederlands kampioenschap waterpolo heren) a Holland Királyi Úszó-szövetség által szervezett vízilabda-versenysorozat, mely 1901 óta évente kerül megrendezésre.
A bajnokságban tizenkét csapat vesz részt. Jelenlegi címvédő az AZ&PC Amersfoort.

## Az eddigi bajnokságok
| Év   | Első                                              | Második                                           | Harmadik                                          |
| ---- | ------------------------------------------------- | ------------------------------------------------- | ------------------------------------------------- |
| 1901 | HVGB Haarlem                                      | DJK Amsterdam                                     | RZC Rotterdam                                     |
| 1902 | DJK Amsterdam                                     | HVGB Haarlem                                      | AZ Amsterdam                                      |
| 1903 | DJK Amsterdam                                     | HVGB Haarlem                                      | AZ Amsterdam                                      |
| 1904 | DJK Amsterdam                                     | HVGB Haarlem                                      | AZ Amsterdam                                      |
| 1905 | DJK Amsterdam                                     | HVGB Haarlem                                      | AZ Amsterdam                                      |
| 1906 | DJK Amsterdam                                     | Het IJ Amsterdam                                  | LZC Leiden                                        |
| 1907 | DJK Amsterdam                                     | RZC Rotterdam                                     | Het IJ Amsterdam HVGB Haarlem                     |
| 1908 | DJK Amsterdam                                     | Het IJ Amsterdam                                  | HVGB Haarlem                                      |
| 1909 | Het IJ Amsterdam                                  | DJK Amsterdam                                     |                                                   |
| 1910 | Het IJ Amsterdam                                  |                                                   |                                                   |
| 1911 | Het IJ Amsterdam                                  | DJK Amsterdam                                     | de Maas Rotterdam                                 |
| 1912 | Het IJ Amsterdam                                  | de Maas Rotterdam                                 | DJK Amsterdam                                     |
| 1913 | Het IJ Amsterdam                                  | de Maas Rotterdam                                 | DJK Amsterdam                                     |
| 1914 | Het IJ Amsterdam                                  | DJK Amsterdam                                     | de Maas Rotterdam                                 |
| 1915 | Het IJ Amsterdam                                  | DJK Amsterdam                                     | AZ&PC Amersfoort                                  |
| 1916 | Het IJ Amsterdam                                  | DJK Amsterdam                                     | AZ&PC Amersfoort                                  |
| 1917 | Het IJ Amsterdam                                  | CNB Den Haag                                      | de Maas Rotterdam DJK Amsterdam                   |
| 1918 | Het IJ Amsterdam                                  | CNB Den Haag                                      | DJK Amsterdam de Maas Rotterdam                   |
| 1919 | Het IJ Amsterdam                                  | DJK Amsterdam                                     | de Maas Rotterdam UZC Utrecht                     |
| 1920 | Het IJ Amsterdam                                  | de Maas Rotterdam                                 | DJK Amsterdam GZC Gouda                           |
| 1921 | Het IJ Amsterdam                                  | DJK Amsterdam                                     | UZC Utrecht GZC Gouda                             |
| 1922 | Het IJ Amsterdam                                  | GZC Gouda                                         | UZC Utrecht de Maas Rotterdam                     |
| 1923 | GZC Gouda                                         | de Dolfijn Amsterdam                              | UZC Utrecht Het IJ Amsterdam                      |
| 1924 | Het IJ Amsterdam                                  | de Dolfijn Amsterdam                              | GZC Gouda DJK Amsterdam                           |
| 1925 | Het IJ Amsterdam                                  | GZC Gouda                                         | de Dolfijn Amsterdam UZC Utrecht                  |
| 1926 | de Dolfijn Amsterdam                              | UZC Utrecht                                       | Het IJ Amsterdam GZC Gouda                        |
| 1927 | Het IJ Amsterdam                                  | de Dolfijn Amsterdam                              | de Maas Rotterdam LZC Leiden                      |
| 1928 | Het IJ Amsterdam                                  | de Maas Rotterdam                                 | de Dolfijn Amsterdam LZC Leiden                   |
| 1929 | Het IJ Amsterdam                                  | de Dolfijn Amsterdam                              | DJK Amsterdam AZ Amsterdam                        |
| 1930 | Het IJ Amsterdam                                  | de Dolfijn Amsterdam                              | UZC Utrecht LZC Leiden                            |
| 1931 | de Dolfijn Amsterdam                              | Het IJ Amsterdam                                  | HPC Heemstede DJK Amsterdam                       |
| 1932 | Het IJ Amsterdam                                  | de Dolfijn Amsterdam                              | HPC Heemstede DJK Amsterdam                       |
| 1933 | Het IJ Amsterdam                                  | HZ&PC Den Haag                                    | de Dolfijn Amsterdam Zian Den Haag                |
| 1934 | Het IJ Amsterdam                                  | HZ&PC Den Haag                                    | HPC Heemstede LZC Leiden                          |
| 1935 | HZ&PC Den Haag                                    | Het IJ Amsterdam                                  | Zian Den Haag HPC Heemstede                       |
| 1936 | HZ&PC Den Haag                                    | Het IJ Amsterdam                                  | Zian Den Haag HPC Heemstede                       |
| 1937 | Het IJ Amsterdam                                  | HZ&PC Den Haag                                    | Zian Den Haag HPC Heemstede                       |
| 1938 | Het IJ Amsterdam                                  | SVH Hillegersberg                                 | DWR Haarlem HZ&PC Den Haag                        |
| 1939 | Het IJ Amsterdam                                  | SVH Hillegersberg                                 | UZC Utrecht HZ&PC Den Haag                        |
| 1940 | Het IJ Amsterdam                                  | HZ&PC Den Haag                                    | UZC Utrecht SVH Hillegersberg                     |
| 1941 | HZ&PC Den Haag                                    | UZC Utrecht                                       | HPC Heemstede                                     |
| 1942 | HZ&PC Den Haag                                    | HPC Heemstede                                     | SVH Hillegersberg Het IJ Amsterdam                |
| 1943 | HZ&PC Den Haag                                    | HPC Heemstede                                     | UZC Utrecht                                       |
| 1944 | —                                                 |                                                   |                                                   |
| 1945 | —                                                 |                                                   |                                                   |
| 1946 | Zian Den Haag                                     | Het IJ Amsterdam                                  | SVH Hillegersberg                                 |
| 1947 | Zian Den Haag                                     | SVH Hillegersberg                                 | HZ&PC Den Haag                                    |
| 1948 | Zian Den Haag                                     |                                                   |                                                   |
| 1949 | Zian Den Haag                                     | HZ&PC Den Haag                                    | Het IJ Amsterdam                                  |
| 1950 | Zian Den Haag                                     | de Meeuwen Amsterdam                              | HZ&PC Den Haag                                    |
| 1951 | HZ&PC Den Haag                                    | ZC Haarlem                                        | SVH Hillegersberg                                 |
| 1952 | HZ&PC Den Haag                                    | de Meeuwen Amsterdam                              | GZC Gouda                                         |
| 1953 | HZ&PC Den Haag                                    | GZC Gouda                                         | Merwede Dordrecht                                 |
| 1954 | GZC Gouda                                         | HZ&PC Den Haag                                    | de Meeuwen Amsterdam                              |
| 1955 | HZ&PC Den Haag                                    | GZC Gouda                                         | AZ&PC Amersfoort                                  |
| 1956 | AZ&PC Amersfoort                                  | HZ&PC Den Haag                                    | GZC Gouda                                         |
| 1957 | GZC Gouda                                         | HZ&PC Den Haag                                    | de Meeuwen Amsterdam                              |
| 1958 | HZ&PC Den Haag                                    | AZ&PC Amersfoort                                  | de Meeuwen Amsterdam                              |
| 1959 | HZ&PC Den Haag                                    | AZ&PC Amersfoort                                  | Neptunus Arnhem                                   |
| 1960 | de Robben Hilversum                               | HZ&PC Den Haag                                    | AZ&PC Amersfoort                                  |
| 1961 | AZ&PC Amersfoort                                  | HZ&PC Den Haag                                    | DZV Delft                                         |
| 1962 | —                                                 |                                                   |                                                   |
| 1963 | AZ&PC Amersfoort                                  | Neptunus Arnhem                                   | DZV Delft                                         |
| 1964 | DZV Delft                                         | AZ&PC Amersfoort                                  | HZ&PC Den Haag                                    |
| 1965 | AZ&PC Amersfoort                                  | DZV Delft                                         | HZ&PC Den Haag                                    |
| 1966 | DZV Delft                                         | de Robben Hilversum                               | HZ&PC Den Haag                                    |
| 1967 | de Robben Hilversum                               | Neptunus Amersfoort                               | de Meeuwen Amsterdam                              |
| 1968 | de Robben Hilversum                               | Neptunus Amersfoort                               | Zian Den Haag                                     |
| 1969 | de Robben Hilversum                               | Neptunus Arnhem                                   | Neptunus Amersfoort                               |
| 1970 | de Robben Hilversum                               | de Meeuwen Amsterdam                              | Neptunus Amersfoort                               |
| 1971 | HZC/de Robben Hilversum                           | Neptunus Amersfoort                               | Neptunus Arnhem                                   |
| 1972 | HZC/de Robben Hilversum                           | de Meeuwen Amsterdam                              | Neptunus Amersfoort                               |
| 1973 | de Meeuwen Amsterdam                              | HZC/de Robben Hilversum                           | Neptunus Arnhem                                   |
| 1974 | HZC/de Robben Hilversum                           | de Meeuwen Amsterdam                              | Zian/Vitesse Den Haag                             |
| 1975 | HZC/de Robben Hilversum                           | Neptunus Arnhem                                   | de Meeuwen Amsterdam                              |
| 1976 | Zian/Vitesse Den Haag                             | HZC/de Robben Hilversum                           | AZC Alphen                                        |
| 1977 | AZC Alphen                                        | HZC/de Robben Hilversum                           | Zian/Vitesse Den Haag                             |
| 1978 | AZC Alphen                                        | HZC/de Robben Hilversum                           | Zian/Vitesse Den Haag                             |
| 1979 | AZC Alphen                                        | HZC/de Robben Hilversum                           | Zian/Vitesse Den Haag                             |
| 1980 | HZC/de Robben Hilversum                           | Zian/Vitesse Den Haag                             | AZC Alphen                                        |
| 1981 | AZC Alphen                                        | HZC/de Robben Hilversum                           | Zian/Vitesse Den Haag                             |
| 1982 | HZC/de Robben Hilversum                           | de Zijl/LGB Leiden                                | AZC Alphen                                        |
| 1983 | AZC Alphen                                        | HZC/de Robben Hilversum                           | de Zijl/LGB Leiden                                |
| 1984 | AZC Alphen                                        | HZC/de Robben Hilversum                           | de Zijl/LGB Leiden                                |
| 1985 | AZC Alphen                                        | HZC/de Robben Hilversum                           | de Zijl/LGB Leiden                                |
| 1986 | VZC Veenendaal                                    | AZC Alphen                                        | HZC/de Robben Hilversum                           |
| 1987 | AZC Alphen                                        | VZC Veenendaal                                    | HZC/de Robben Hilversum                           |
| 1988 | AZC Alphen                                        | HZC/de Robben Hilversum                           | VZC Veenendaal                                    |
| 1989 | AZC Alphen                                        | Polar Bears Ede                                   | HZC/de Robben Hilversum                           |
| 1990 | Polar Bears Ede                                   | AZC Alphen                                        | VZC Veenendaal                                    |
| 1991 | Polar Bears Ede                                   | HZC/de Robben Hilversum                           | VZC Veenendaal                                    |
| 1992 | Polar Bears Ede                                   | VZC Veenendaal                                    | HZC/de Robben Hilversum                           |
| 1993 | AZ&PC Amersfoort                                  | VZC Veenendaal                                    | AZC Alphen                                        |
| 1994 | AZ&PC Amersfoort                                  | Polar Bears Ede                                   | AZC Alphen                                        |
| 1995 | Polar Bears Ede                                   | AZ&PC Amersfoort                                  | AZC Alphen                                        |
| 1996 | Polar Bears Ede                                   | AZ&PC Amersfoort                                  | AZC Alphen                                        |
| 1997 | AZ&PC Amersfoort                                  | AZC Alphen                                        | ZPB Barendrecht                                   |
| 1998 | AZ&PC Amersfoort                                  | ZPB Barendrecht                                   | AZC Alphen                                        |
| 1999 | ZPB Barendrecht                                   | AZ&PC Amersfoort                                  | AZC Alphen                                        |
| 2000 | AZC Alphen                                        | ZPB Barendrecht                                   | Polar Bears Ede                                   |
| 2001 | AZC Alphen                                        | ZPB Barendrecht                                   | HZC/de Robben Hilversum                           |
| 2002 | AZC Alphen                                        | HZC/de Robben Hilversum                           | AZ&PC Amersfoort                                  |
| 2003 | AZC Alphen                                        | AZ&PC Amersfoort                                  | Polar Bears Ede                                   |
| 2004 | AZC Alphen                                        | Polar Bears Ede                                   | AZ&PC Amersfoort                                  |
| 2005 | Polar Bears Ede                                   | HZ Zian Den Haag                                  | AZC Alphen                                        |
| 2006 | Polar Bears Ede                                   | HZ Zian Den Haag                                  | AZ&PC Amersfoort                                  |
| 2007 | Polar Bears Ede                                   | PSV Eindhoven                                     | ZVL Leiden/Oegstgeest                             |
| 2008 | GZC/Donk Gouda                                    | PSV Eindhoven                                     | Polar Bears Ede                                   |
| 2009 | GZC/Donk Gouda                                    | PSV Eindhoven                                     | AZ&PC Amersfoort                                  |
| 2010 | GZC/Donk Gouda                                    | BRC Borculo                                       | AZC Alphen                                        |
| 2011 | BRC Borculo                                       | AZC Alphen                                        | GZC/Donk Gouda                                    |
| 2012 | BRC Borculo                                       | GZC/Donk Gouda                                    | AZC Alphen                                        |
| 2013 | BZC Borculo                                       | UZSC Utrecht                                      | GZC/Donk Gouda                                    |
| 2014 | BZC Borculo                                       | GZC/Donk Gouda                                    | UZSC Utrecht                                      |
| 2015 | UZSC Utrecht                                      | Het Ravijn Nijverdal                              | AZC Alphen                                        |
| 2016 | UZSC Utrecht                                      | ZPB Barendrecht                                   | Het Ravijn Nijverdal                              |
| 2017 | UZSC Utrecht                                      | Het Ravijn Nijverdal                              | AZ&PC Amersfoort                                  |
| 2018 | AZC Alphen                                        | UZSC Utrecht                                      | Polar Bears Ede                                   |
| 2019 | UZSC Utrecht                                      | ZVL Leiden/Oegstgeest                             | AZC Alphen                                        |
| 2020 | A koronavírus-járvány miatt nem avattak bajnokot. | A koronavírus-járvány miatt nem avattak bajnokot. | A koronavírus-járvány miatt nem avattak bajnokot. |
| 2021 | GZC/Donk Gouda                                    | ZV de Zaan                                        | UZSC Utrecht                                      |
| 2022 | Het Ravijn Nijverdal                              | Polar Bears Ede                                   | ZV de Zaan                                        |
| 2023 | GZC/Donk Gouda                                    | ZV de Zaan                                        | Polar Bears Ede                                   |
| 2024 | ZV de Zaan                                        | GZC/Donk Gouda                                    | UZSC Utrecht                                      |
| 2025 | AZ&PC Amersfoort                                  | ZV de Zaan                                        | UZSC Utrecht                                      |

### Bajnoki címek megoszlás szerint
| Hely | Csapat                                 | Címek |
| ---- | -------------------------------------- | ----- |
| 1    | Het IJ Amsterdam                       | 27    |
| 2    | HZ Zian Den Haag (HZ&PC, Zian/Vitesse) | 17    |
| 3    | AZC Alphen                             | 16    |
| 4    | HZC/de Robben Hilversum                | 11    |
| 5    | AZ&PC Amersfoort                       | 9     |
| 6    | Polar Bears Ede                        | 8     |
| 6    | GZC/Donk Gouda                         | 8     |
| 8    | DJK Amsterdam                          | 7     |
| 9    | BZC Borculo (BRC)                      | 4     |
| 9    | UZSC Utrecht                           | 4     |
| 11   | de Dolfijn Amsterdam                   | 2     |
| 11   | DZV Delft                              | 2     |
| 13   | HVGB Haarlem                           | 1     |
| 13   | de Meeuwen Amsterdam                   | 1     |
| 13   | VZC Veenendaal                         | 1     |
| 13   | ZPB Barendrecht                        | 1     |
| 13   | Het Ravijn Nijverdal                   | 1     |
| 13   | ZV de Zaan                             | 1     |